# Happy Birthday (Sfera Ebbasta)
Happy Birthday è un singolo del rapper italiano Sfera Ebbasta, pubblicato il 30 novembre 2018 come secondo estratto dalla riedizione del secondo album in studio Rockstar.

## Descrizione
Si tratta della terza traccia della riedizione dell'album Rockstar ed è stata prodotta dal giamaicano Rvssian e co-prodotta da Charlie Charles, storico collaboratore del rapper.

## Classifiche

### Classifiche settimanali
| Classifica (2018) | Posizione massima |
| ----------------- | ----------------- |
| Italia            | 1                 |
| Svizzera          | 54                |

### Classifiche di fine anno
| Classifica (2019) | Posizione |
| ----------------- | --------- |
| Italia            | 79        |